# Erweiterung Heideseen Verlandungszone Köthener See - westlicher T
Erweiterung Heideseen Verlandungszone Köthener See - westlicher T este o arie protejată (arie specială de conservare — SAC, sit de importanță comunitară — SCI) din Germania întinsă pe o suprafață de 229,41 ha, integral pe uscat.

## Localizare
Centrul sitului Erweiterung Heideseen Verlandungszone Köthener See - westlicher T este situat la coordonatele 52°04′28″N 13°47′52″E / 52.0744°N 13.7978°E.

## Înființare
Situl Erweiterung Heideseen Verlandungszone Köthener See - westlicher T a fost declarat sit de importanță comunitară în septembrie 2000.

## Biodiversitate
Situată în ecoregiunea continentală, aria protejată conține 5 habitate naturale: Lacuri eutrofice naturale cu vegetație de tip Magnopotamion sau Hydrocharition, Fânețe de joasă altitudine (Alopecurus pratensis, Sanguisorba officinalis), Mlaștini turboase de tranziție și turbării mișcătoare, Păduri acidofile de stejar bătrân cu Quercus robur pe câmpii nisipoase, Mlaștini împădurite.
La baza desemnării sitului se află mai multe specii protejate:
- mamifere (1): vidră de râu (Lutra lutra)
- nevertebrate (5): Anisus vorticulus, rădașcă (Lucanus cervus), Osmoderma eremita, Vertigo angustior, Vertigo moulinsiana
- pești (1): țipar (Misgurnus fossilis)

Pe lângă speciile protejate, pe teritoriul sitului au mai fost identificate 1 specie de amfibieni.